# Bangla Desh
Cet article possède un paronyme, voir Bangladesh (homonymie).
Singles de George Harrison
What Is Life
(1971) Give Me Love (Give Me Peace on Earth)
(1973)
Pistes de The Concert for Bangladesh
Something (live)
Bangla Desh est une chanson écrite par George Harrison, parue en single le 30 juillet 1971 puis sur son album live, The Concert for Bangladesh.
Le couplet « My friend came to me, with sadness in his eyes. He told me that he wanted help, before his country dies » (Mon ami est venu vers moi, avec beaucoup de tristesse dans ses yeux. Il m'a dit qu'il voulait aider son pays, avant que celui-ci ne meure) fait écho à une conversation qu'il eut avec son ami et mentor, le compositeur Ravi Shankar. Ce dernier lui demanda de l'aider à collecter des fonds pour venir en aide aux dix millions de réfugiés bengalis qui fuyaient les combats au Pakistan oriental.

## Reprises
En 2007, l'émission française Star Academy sortie un single dont les bénéfices sont reversés à l'association Action contre la faim.